# Arc-et-Senans
Arc-et-Senans este o comună franceză, situată în departamentul Doubs, regiunea culturală și istorică Franche-Comté în regiunea Bourgogne-Franche-Comté.
Salina regală din Arc-et-Senans, proiectată de Claude-Nicolas Ledoux, arhitect francez, este găzduită aici și este inclusă pe lista patrimoniului mondial UNESCO din 1982.

## Geografie
Arc-et-Senans este un important sat din departamentul Doubs, cu o populație de 1.580 de locuitori (conform datelor INSEE din 2014). Se află între râul Loue și pădurea Chaux, la o altitudine de 250 de metri. Satul este destul de întins și este format din mai multe cătune: Arc, Senans și Vernois formează, practic, o singură aglomerație. Cătunele Deffois, Moulin Toussaint și Roche sur Loue sunt separate.
Particularitatea Moulin Toussaint este că accesul se face prin comuna vecină Cramans, situată în departamentul Jura, deoarece nu există un pod care să deservească direct acest loc.
Economia locală din Arc-et-Senans se bazează în mare parte pe turism. Salina Regală atrage 150.000 de vizitatori pe an (conform anului 2000). În plus, s-a dezvoltat o mică industrie, concentrată în principal pe prelucrarea lemnului și, într-o mai mică măsură, pe industria materialelor plastice.
De asemenea, agricultura are încă un loc important: există aproape o duzină de exploatații agricole. Tradițional, acestea se concentrează pe creșterea bovinelor de lapte și pe cultivarea cerealelor.

### Comune limitrofe
|                         | Chissey-sur-Loue (Jura)              | Liesle                    |
| Chissey-sur-Loue (Jura) |                                      | Champagne-sur-Loue (Jura) |
|                         | Villers-Farlay (Jura) Cramans (Jura) |                           |

### Climă
În 2010, climatul comunei era de tip montan, conform unui studiu al Centrului Național de Cercetare Științifică (CNRS), bazat pe o serie de date ce acoperă perioada 1971-2000. În 2020, Météo-France a publicat o tipologie a climei din Franța metropolitană, conform căreia comuna este expusă unui climat montan sau de margine montană și se află în regiunea climatică Jura. Aceasta este caracterizată printr-o pluviozitate ridicată în toate anotimpurile (1 000 până la 1 500 mm/an), ierni aspre și o însorire redusă.
Pentru perioada 1971-2000, temperatura anuală medie este de 10,7 °C, cu o amplitudine termică anuală de 17,5 °C. Cumulul anual mediu de precipitații este de 1162 mm, cu 12,6 zile de precipitații în ianuarie și 9,1 zile în iulie. Pentru perioada 1991-2020, temperatura medie anuală observată la stația meteorologică Météo-France situată în comună, este de 11,7 °C, iar cumulul anual mediu de precipitații este de 1182,8 mm.
Parametrii climatici ai comunei au fost estimați pentru mijlocul secolului (2041-2070) conform diferitelor scenarii de emisie de gaze cu efect de seră, bazate pe noile proiecții climatice de referință DRIAS-2020. Aceștia pot fi consultați pe un site dedicat publicat de Météo-France în noiembrie 2022.

## Urbanism

### Tipologie
La 1 ianuarie 2024, Arc-et-Senans este clasificată drept comună rurală cu habitat dispersat, conform noii grile comunale de densitate cu 7 niveluri definită de INSEE (Institutul Național de Statistică și Studii Economice) în 2022. Comuna este situată în afara unităților urbane. De asemenea, comuna face parte din zona metropolitană a orașului Besançon, fiind o comună din coroana acesteia. Această zonă, care reunește 310 comune, este clasificată în categoriile zonelor cu 200.000 până la mai puțin de 700.000 de locuitori.

### Utilizarea terenurilor
Ocuparea terenurilor în comună, așa cum rezultă din baza de date europeană privind ocuparea biogeofizică a solurilor Corine Land Cover (CLC), este caracterizată de importanța teritoriilor agricole (71,7% în 2018), în scădere față de 1990 (74%). Repartizarea detaliată în 2018 este următoarea: terenuri arabile (35,9%), pajiști (25%), păduri (17,8%), zone agricole eterogene (10,8%), zone urbanizate (8,8%), spații verzi artificializate, neagricole (1,7%). Evoluția ocupării terenurilor în comună și a infrastructurilor sale poate fi observată pe diferitele reprezentări cartografice ale teritoriului: harta Cassini (secolul XVIII), harta de stat-major (1820-1866) și hărțile sau fotografiile aeriene ale IGN pentru perioada actuală (1950 până în prezent).

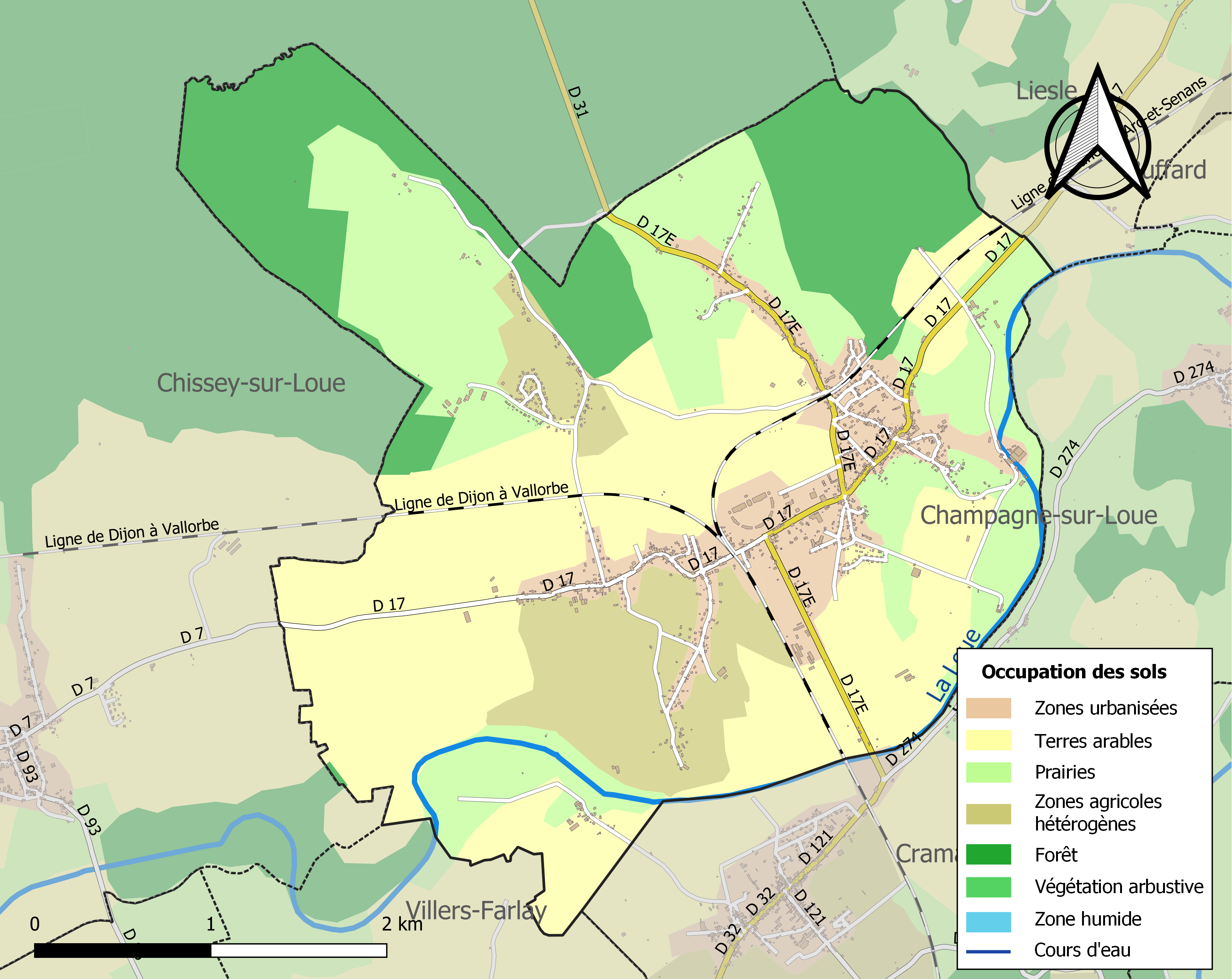
Harta infrastructurii și utilizării terenului a comunei în 2018 (CLC).

## Toponimie
Petregium (Roche-sur-Loue), menționat în Cronica Sfântului Bénigne. Arcum în 1049; Sonans în 1275; Cenans și Arc en Valoye în 1490; Arc en Vallois în 1681.

## Istorie
Urme ale ocupațiilor datând din epoca romană au fost descoperite, în special în locul numit le Cretot. Oase, precum și fragmente de țigle și cărămizi sunt vizibile în sol în timpul lucrărilor de terasament. Abatele Letondal, în cartea sa Arc et Senans à travers les âges, publicată în 1927, relatează destul de complet istoria comunei.
În secolul al XIII-lea, satele Arc și Senans aparțineau a două domenii senioriale diferite, cele de Château Rouillaud și de Roche-sur-Loue, dar făceau deja parte din aceeași parohie (parohia Senans, menționată în 1275 în evidențele diecezane). Comuna Arc-et-Senans a fost creată în 1790 prin reunirea celor două sate și a mai multor cătune, la scurt timp după adoptarea legii privind înființarea municipalităților (14 decembrie 1789).
În timpul celui de-al Doilea Război Mondial, un lagăr de internare pentru „nomazi” a fost instalat la Arc-et-Senans. Acesta a fost deschis din septembrie 1941 până în septembrie 1943; pe 11 septembrie 1943, 168 de nomazi au fost trimiși către lagărul de la Jargeau, în Loiret.

## Populația și societatea

### Date demografice
Evoluția numărului de locuitori este cunoscută prin recensămintele populației efectuate în comuna respectivă începând din 1793. Pentru comunele cu mai puțin de 10 000 de locuitori, un recensământ al întregii populații este realizat la fiecare cinci ani, populațiile legale pentru anii intermediari fiind estimate prin interpolare sau extrapolare. Pentru comuna respectivă, primul recensământ exhaustiv în cadrul noului dispozitiv a fost realizat în 2004.
În 2022, comuna număra 1 621 locuitori, în scădere cu -0,55 % față de 2016 (Doubs: +3,73 %, Franța fără Mayotte: +2,11 %).
| An        | 1793  | 1821  | 1841  | 1856  | 1876  | 1886  | 1901  | 1921  | 1936  | 1962  | 1982  | 2006  | 2014  | 2022  |
| --------- | ----- | ----- | ----- | ----- | ----- | ----- | ----- | ----- | ----- | ----- | ----- | ----- | ----- | ----- |
| Populație | 1 198 | 1 410 | 1 681 | 1 491 | 1 354 | 1 312 | 1 179 | 1 060 | 1 268 | 1 308 | 1 303 | 1 428 | 1 580 | 1 621 |

## Locuri și monumente
Certificat ca Oraș de Caracter din Bourgogne-Franche-Comté, Arc-et-Senans beneficiază de un patrimoniu bogat:
- Salina regală din Arc-et-Senans, cel mai important monument al comunei, este înscrisă în Lista patrimoniului mondial UNESCO din 1982[28][29][30];
- Pavilionul de evaporare al Salinei este înscris în monumentele istorice franceze din 1991[31];
- Castelul Roche-sur-Loue[32] a fost inițial o fortăreață care controla un nod de comunicație și un vad pe râul Loue. În 1756, a fost complet reconstruit de marchizul de Grammont, care intenționa să îl transforme într-o reședință. Castelul rezultat din aceste lucrări este cel vizibil astăzi. Corpul clădirii este flancat de două turnuri pătrate cu acoperișuri în stil imperial.

Castelul a fost apoi achiziționat de Étienne Cyprien Renouärd de Bussierre, colector al sării din Franța pentru Elveția. Soția și cei trei fii ai săi l-au cedat în 1805 lui Léonard Caron, maestru de forje din Fraisans. În 1864, Amédée Caron îl transformă din nou și implementează o activitate industrială în domeniu. Castelul este o proprietate privată, nu se poate vizita, fiind clasificat monument istoric din 1974.
- Castelul Arc[33] este mai recent. A fost construit de M. Chaudois în 1751. Clădirea este înconjurată de un parc mare de trei hectare protejat de un zid de incintă. Este clasificat monument istoric din 1984.
- În Arc a existat un al treilea castel fortificat, Châtel-Rouillaud, dar a ars în 1638. Astăzi, nu mai rămâne decât movila pe care era construit.

- Biserica Saint-Bénigne: Construită în secolul al XIX-lea în stil clasic, adăpostește mai multe tablouri admirabile, inclusiv zece picturi din secolul al XVII-lea, clasate monumente istorice. Turnul-clopotniță a fost reconstruit identic în 1921, după un incendiu cauzat de o furtună. Biserica are două orgi.
- Capela din Arc a fost construită datorită donațiilor și sfințită în 1913. Este dedicată Inimii Sacre (Sacré Cœur). Turnul-clopotniță a fost refăcut acum aproximativ 25 de ani: agricultorii au finanțat lucrările din veniturile obținute din vânzarea recentă a lăptăriei. O renovare completă a edificiului a fost realizată în 1997 de o echipă de voluntari.
- Capela Grotei din Essarts a fost construită după epidemia de holeră din 1854. Abatele Coutteret făcuse jurământul de a edifica acest monument, dacă Fecioara Maria proteja parohia. Este o construcție din piatră fasonată, situată pe un promontoriu natural, care domină satul și salina regală. O procesiune este organizată în fiecare 15 august. În 2006, procesiunea a avut loc noaptea, cu ajutorul torțelor, iar capela a fost iluminată pentru această ocazie cu un generator electric. Comuna a renovat această capelă prin intermediul unei subscripții.
- Poarta pentru plutele de la moara Toussaint, construită în 1856 și restaurată în 2011. Este un pasaj creat în partea superioară a unui baraj, pentru a permite trecerea plutelor de lemn plutitor, un mod de transport folosit din Evul Mediu până la sfârșitul secolului al XIX-lea[34]. În restul timpului, acest pasaj este închis cu un sistem amovibil format dintr-o grindă ridicată cu ajutorul unor frânghii trase de cabestane și din plăci de lemn verticale numite „ace”[35].
- Arc-et-Senans dispune, de asemenea, de o gară feroviară SNCF deservită de trenurile TER din regiunea Franche-Comté.

## Personalități
- Claude-Nicolas Ledoux (1736 - 1806) , arhitect, urbanist și utopist francez.